# Mjernikov palac
Mjernikov palac ili Inženjerov palac (eng. The Adventure of the Engineer's Thumb) jedna je od 56 kratkih priča o Sherlocku Holmesu Arthura Conana Doylea. Deveta je po redu od 12 priča iz zbirke Pustolovine Sherlocka Holmesa. Prvi je put objavljena u ožujku 1892. u časopisu Strand.

## Radnja
Na početku priče dr. Watson napominje da je to jedan od svega dva slučaja na koji je osobno skrenuo pažnju Sherlocku Holmesu; drugi je bio o "ludilu pukovnika Warburtona".
Priča počinje kad mladi londonski inženjer hidraulike, Victor Hatherley, dolazi dr. Watsonu da bi mu ovaj previo ranu koju je zadobio kad mu je odsječen palac. Dok mu Watson previja ranu, Hatherley mu govori o neobičnim događajima prethodne noći koji su zapravo doveli do toga da je izgubio palac. Nakon što Watson preporuči Holmesu taj slučaj, Hatherley mu prepričava priču.
Hatherleyja je u uredu posjetio čovjek koji se predstavio kao pukovnik Lysander Stark. Čovjek mu je ponudio posao na jednom seoskom imanju – da pregleda hidrauličku prešu za izradu cigala od gline. Stark je od Hatherleyja zatražio da sve o poslu drži u tajnosti, ponudivši mu 50 gvineja (to je bila ogromna svota novca u to vrijeme; danas vrijedi više od 5000 £). Usprkos sumnjama Hatherleyju se činilo da je bio prisiljen prihvatiti taj posao jer je tek otvorio novo poduzeće i imao je jako malo posla.
U kasnim noćnim satima Hatherleyja je dočekao pukovnik Stark na dogovorenom željezničkom kolodvoru. U kočiji sa zamagljenim staklima dugo su se vozili do kuće u kojoj se nalazio stroj koji je trebao pregledati. (Manji detalj koji valja spomenuti jest da je kuća zapravo bila vrlo blizu kolodvora; Holmes je shvatio da je kočija išla "šest [milja] naprijed i šest nazad" kako Hatherley ne bi znao gdje se kuća točno nalazi.) Budući da je Hatherleyja i dalje opčinjavalo onih 50 gvineja, nije se uplašio kad ga je žena iz kuće upozorila da mora pobjeći. Pokazana mu je preša i on predlaže potrebne popravke. Tada je odlučio detaljnije pregledati prešu. Otkrio je da je prekrivena slojem metalne naslage i potvrdio svoje sumnje da se preša u stvari ne rabi za prešanje gline. Kad je Starka suočio s tom spoznajom, Stark ga je pokušao ubiti. Jedva je uspio izbjeći smrt gnječenjem kad je Stark uključio stroj nad njim, ali je uz ženinu pomoć uspio pobjeći. Sa svirepim Starkom za petama, Hatherley je bio primoran skočiti s prozora na drugom katu, ali mu je pritom Stark satarom odsjekao palac. Hatherley je preživio pad s drugog kata, ali se onesvijestio u grmu ruža ispred kuće, a svijesti je došao nekoliko sati kasnije pokraj živice nadomak kolodvora.
Holmes tad povezuje sve činjenice i zaključuje da su Stark i njegovi pomoćnici krivotvoritelji kovanica, no on, Watson i policija stižu prekasno: kuća je u plamenu, a kriminalci su pobjegli. Ironično, prešu je uništila Hatherleyjeva svjetiljka zdrobljena u stroju, od koje su se stroj, pa zatim i sama kuća zapalili, iako su kriminalci uspjeli pobjeći s nekoliko "glomaznih kutija", vjerojatno punih krivotvorenih kovanica.
To je jedan od nekoliko slučajeva u kojima Holmes ne uspijeva uhvatiti kriminalce. (Drugi slučajevi jesu "Pet sjemenki naranče"
, "Tumač grčkog jezika" i "Baskervillski pas", iako u njima kriminalci dočekaju pravdu djelovanjem prirode.)

## Drugi mediji
Priča je adaptirana za epizodu TV serije Sherlock Holmes iz 1954., u kojoj su glavne uloge tumačili Ronald Howard (Holmes) i Howard Marion Crawford (Watson). Epizoda se zove "Mjernikova cipela" (eng. The Case of the Shoeless Engineer) te je priča promijenjena tako da inženjer umjesto palca izgubi cipelu, a Starka i njegove pomoćnike, uz Holmesovu pomoć, uspije uhititi Lestrade.
Priča je adaptirana i za dio sovjetskog serijala Avanture Sherlocka Holmesa i dr. Watsona (rus. Приключения Шерлока Холмса и доктора Ватсона) pod naslovom 20. stoljeće dolazi (rus. Двадцатый век начинается). Tu se pojavljuje kriminalac Eduardo Lucas iz priče "Druga mrlja", a banda se bavi ekonomskim kolapsom Njemačkog Carstva. Nakon što čuje detalje, Holmesov brat, Mycroft Holmes, naređuje da se izjednači šteta krivotvorenjem istog iznosa njemačkog novca.

## Vanjske poveznice
- (engl.) Cijeli tekst priče na Wikizvoru
- (engl.) Audioknjiga "Mjernikovog palca"  Arhivirana inačica izvorne stranice od 11. kolovoza 2014. (Wayback Machine)